# Бюль, Павел Яковлевич
Павел Яковлевич Бюль (груз. პავლე იაკობის ძე ბიული, нем. Paul Bühl, 1878, Асурети, Квемо-Картли — 20 апреля 1938) — грузинский политик, член Учредительного собрания Грузии.

## Биография
Родился в семье немецкого колониста.
Учился в Саратовско-Вернерской школе в Бессарабской губернии. С 1897 года работал учителем в елизаветтальской немецкой школе.
Вступил в меньшевистскую фракцию социал-демократической партии.
В 1918 году в его доме находился штаб одной из немецких военных частей в Грузии. Активно распространял идею независимости Грузии среди немецких колонистов и в Борчалинском уезде. Подписал Акт независимости Грузии (поставив свою подпись под этим документом на двух языках — немецком и грузинском).
В 1919 году был избран в Учредительное собрание Грузии. Был членом Комиссии по сельскому хозяйству, народному образованию и библиотекам.
Участник вооружённого сопротивления частям Красной армии при советизации Грузии в 1921 году. После советизации Грузии был арестован по обвинению в антисоветской агитации. Затем жил в своей родной деревне. Снова арестован в 1937 году и расстрелян 20 апреля 1938 года.
Родственники также были репрессированы.